# گسیختن رنگین‌کمان
گسیختن رنگین‌کمان (به انگلیسی: Unweaving the Rainbow) با زیرعنوان «دانش، توهم و گرایش به شگفتی» کتابی است که در سال ۱۹۹۸ توسط ریچارد داوکینز نوشته شده‌است. ریچارد داوکینز استاد دانشگاه آکسفورد و صاحب صندلی فهم عمومی دانش در این دانشگاه است. او در این کتاب به ارتباط میان دانش و هنرها می‌پردازد، و جلوهٔ شگفتی‌زا و هنری دانش را از دید یک دانشمند نشان می‌دهد.
به گفتهٔ داوکینز، او این کتاب را در پاسخ به برخی نامه‌های رسیده از خوانندگان کتاب‌های پیشینش چون ژن خودخواه و ساعت‌ساز نابینا نوشته‌است، که دیدگاه طبیعت‌گرایانهٔ او به جهان را ماشینی و بی‌احساس خوانده بودند. داوکینز در این کتاب توضیح می‌دهد که برعکس این باور، او به عنوان یک دانشمند، جهان را پر از شگفتی و لذت‌بخش می‌یابد. وی دلیل دستیابی به این لذت را، نه به خاطر دیدن جهان از زاویهٔ فرض یک خدای غیرقابل توضیح؛ بلکه به خاطر قوانین فهمیدنی طبیعت می‌داند.
تلاش داوکینز در این کتاب، آشناسازی عموم مردم با جذابیت‌ها و زیبایی‌های دانش است. او این دیدگاه را عنوان نموده که دانش نه ملالت‌آور؛ بلکه شاعرانه و جذاب است.
نام کتاب برگرفته از اشعار جان کیتز، شاعر رومانتیک انگلیسی است؛ که آیزاک نیوتن را به خاطر از بین بردن زیبایی شاعرانهٔ رنگین‌کمان با توضیح فیزیکی و تشریح آن سرزنش می‌کرد. داوکینز کاملاً برعکس کیتز، توضیح علمی جهان را باعث افزودن به زیبایی و شگفتی‌زایی آن می‌داند. او در این کتاب به شدت با هرنوع خرافات و شبه علم مانند ستاره‌بینی به مخالفت می‌پردازد و آنها را در مقابل زیبایی دانش می‌بیند. به نظر داوکینز: «حقیقت علمی بسیار زیباتر از آن است که به خاطر سرگرمی‌های سبک و به خاطر پول قربانی شود. ستاره‌بینی توهینی به زیبایی‌شناسی است؛ که ستاره‌شناسی را کوچک می‌کند؛ مانند این است که از بتهوون برای دلنگ و دولونگ آگهی‌های تجاری استفاده کنند.» به نظر او ستاره‌شناسی بسیار جالب‌تر و شگفت‌انگیزتر است.
کیتزِ شاعر، نیوتون را به خاطر نابودکردن ارزش شاعرانهٔ رنگین‌کمان چنین نکوهش کرده‌است:

- فلسفه بال‌های فرشته را خواهد چید،
- همهٔ رازها را با خط‌کش و شاقول فتح می‌کند،
- هوا را از اثیر، و پریان را از من دریغ می‌دارد،
- رنگین کمان را می‌شکافد…

عکس‌العمل داوکینز دربرابر این شعر چنین است:
ای کاش می‌توانستم کیتز را ملاقات کنم تا او را متقاعد کنم که کشف رازها، شاعرانگی پدیده‌ها را زایل نمی‌کند. درست برعکس، اغلب راه‌حل‌ها زیباتر از معماها از آب درمی‌آیند؛ و در هرحال، راه حل‌ها رازهای ژرف‌تری را برملا می‌سازند. تجزیهٔ رنگین‌کمان به نورهایی با طول موج‌های مختلف به معادلات ماکسول، و سرانجام به نسبیت خاص منجر شد.